# 수의 범위
수의 범위는 이상과 이하, 초과와 미만으로 나타낼 수 있다. 이상은 자신의 수를 포함하여 자신보다 큰 수, 이하는 자신의 수를 포함하여 자신보다 작은 수, 초과는 자신보다 큰 수, 미만은 자신보다 작은 수를 뜻한다. 부등호를 사용해서 x ≥ y(x는 y 이상, y는 x 이하), x > y(x는 y 초과, y는 x 미만)이라고도 표현할 수 있다.